# O Mundo Romântico de Wando
O Mundo Romântico de Wando é uma coletânea do cantor romântico brasileiro Wando, em 1988. O disco trouxe a canção "Fogo e Paixão", uma das mais famosas de seu repertório.

## Faixas
| N.º | Título                              | Duração |  |
| 1.  | "Moça"                              |         |  |
| 2.  | "Nega de Obaluaé"                   |         |  |
| 3.  | "Eu Já Tirei a Tua Roupa"           |         |  |
| 4.  | "Gosto de Maçã"                     |         |  |
| 5.  | "Coisa Cristalina"                  |         |  |
| 6.  | "Duas Lágrimas"                     |         |  |
| 7.  | "Fogo e Paixão"                     |         |  |
| 8.  | "Chora Coração"                     |         |  |
| 9.  | "Tá Faltando um Abraço"             |         |  |
| 10. | "Me Cace Me Ache"                   |         |  |
| 11. | "Viver É Deixar Rolar o Sentimento" |         |  |
| 12. | "A Paz que Nasceu pra Mim"          |         |  |
| 13. | "Gazela"                            |         |  |
| 14. | "Ui-Wando de Paixão"                |         |  |

- - Observação.:
- As faixas de 01 a 07 equivalem ao Lado A/ Lado 1 do Long-Play/ Tape.
- As faixas de 08 a 14 equivalem ao Lado B/ Lado 2 do Long-Play/ Tape.